# QoS Class Identifier
QoS Class Identifier (tr. Identificatorul de clasă QoS, QCI) este un mecanism utilizat în rețelele 3GPP Long Term Evolution (LTE) pentru a asigura alocarea corespunzătoare a calității serviciului (QoS) pentru diferitele tipuri de trafic al operatorilor. Traficul diferit necesită QoS diferite și, prin urmare, valori QCI diferite. Valoarea QCI 9 este utilizată de obicei pentru traficul implicit al unei UE (User Equipment) în rețelele PDN (Packet Data Network) pentru abonații fără privilegii.

## Context
Pentru a asigura gestionarea corespunzătoare a traficului în rețelele LTE, este necesar un mecanism de clasificare a diferitelor tipuri de trafic în clase diferite, fiecare având parametri QoS specifici. Exemple de parametri QoS includ:
- Rata de biți garantată (GBR)
- Rata de biți negarantată (non-GBR)
- Gestionarea priorităților
- Bugetul de întârziere a pachetelor
- Rata de pierdere a pachetelor

Acest mecanism global se numește QCI.

## Mecanism
Conceptul de QoS utilizat în rețelele LTE este bazat pe clase, în care fiecărui tip de trafic i se atribuie un identificator de clasă QoS (QCI) de către rețea. QCI este un scalar utilizat în cadrul rețelei de acces (de exemplu eNodeB) ca referință pentru parametrii specifici nodului care controlează tratamentul expediției pachetelor. Acesta include:
- Ponderea programării
- Pragurile de admitere
- Configurarea protocolului de nivel de legătură

De asemenea, QCI este asociat cu parametrii de nivelul rețelei de transport în nodurile relevante ale rețelei centrale EPC (Evolved Packet Core), cum ar fi PDN Gateway (P-GW), Mobility Management Entity (MME) și Policy and Charging Rules Function (PCRF). Asocierea preconfigurată a QCI la punctul de cod al serviciilor diferențiate (DSCP) este esențială pentru gestionarea eficientă a traficului.
Conform 3GPP TS 23.203, au fost standardizate 9 valori QCI în Rel-8 (13 QCI în Rel-12 și 15 QCI în Rel-14), asociate cu caracteristici QCI referitoare la tratamentul expediției pachetelor pe care traficul operator îl primește între UE și P-GW. Caracteristicile QCI includ priorități de programare, tipuri de resurse, bugete de întârziere a pachetelor și rate de pierdere a pachetelor din cauza erorilor. Aceste caracteristici ar trebui considerate orientări pentru preconfigurarea parametrilor specifici nodului, asigurând că aplicațiile și serviciile asociate unui anumit QCI beneficiază de același nivel de QoS în medii multi-vendor și în scenarii de roaming. Este important de menționat că caracteristicile QCI nu sunt semnalate pe nicio interfață.
Tabelul următor ilustrează caracteristicile standardizate definite în standardul 3GPP TS 23.203 „Policy and Charging Control Architecture”.
| QCI | Tip de resursă | Prioritate | Timpul de întârziere a pachetelor | Rata de pierdere a erorilor de pachete | Exemple de servicii |
| --- | -------------- | ---------- | --------------------------------- | -------------------------------------- | --- |
| 1   | GBR            | 2          | 100ms                             | 10−2                                   | Voce conversațională |
| 2   | GBR            | 4          | 150ms                             | 10−3                                   | Conversație video (live streaming) |
| 3   | GBR            | 3          | 50ms                              | 10−3                                   | Jocuri în timp real, mesaje V2X |
| 4   | GBR            | 5          | 300ms                             | 10−6                                   | Video non-conversațional (Buffered Streaming)                                                                                              |
| 65  | GBR            | 0.7        | 75ms                              | 10−2                                   | Misiune critică plan utilizator Push To Talk voce (de exemplu, MCPTT)                                                                      |
| 66  | GBR            | 2          | 100ms                             | 10−2                                   | Plan utilizator non-mission critical Push To Talk voce                                                                                     |
| 67  | GBR            | 1.5        | 100ms                             | 10−3                                   | Mission critical Video plan utilizator |
| 75  | GBR            | 2.5        | 50ms                              | 10−2                                   | Mesaje V2X (Vehicle-to-everything) |
| 5   | non-GBR        | 1          | 100ms                             | 10−6                                   | Semnalizare IMS |
| 6   | non-GBR        | 6          | 300ms                             | 10−6                                   | Video (Buffered Streaming) TCP-Based (de exemplu, www, e-mail, chat, ftp, p2p și altele asemenea)                                          |
| 7   | non-GBR        | 7          | 100ms                             | 10−3                                   | Voce, video (streaming live), jocuri interactive                                                                                           |
| 8   | non-GBR        | 8          | 300ms                             | 10−6                                   | Video (Buffered Streaming) TCP-Based (de exemplu, www, e-mail, chat, ftp, p2p și altele asemenea)                                          |
| 9   | non-GBR        | 9          | 300ms                             | 10−6                                   | Video (Buffered Streaming) TCP-Based (de exemplu, www, e-mail, chat, ftp, p2p și altele asemenea). Utilizat de obicei ca operator implicit |
| 69  | non-GBR        | 0.5        | 60ms                              | 10−6                                   | Mission critical de semnalizare sensibilă la întârziere (de exemplu, semnalizare MC-PTT)                                                   |
| 70  | non-GBR        | 5.5        | 200ms                             | 10−6                                   | Mission Critical Data (de exemplu, serviciile de exemplu sunt aceleași ca QCI 6/8/9)                                                       |
| 79  | non-GBR        | 6.5        | 50ms                              | 10−2                                   | Mesaje V2X |
| 80  | non-GBR        | 6.8        | 10ms                              | 10−6                                   | Aplicații eMBB cu latență redusă (bazate pe TCP/UDP); Realitate augmentată                                                                 |
| 82  | GBR            | 1.9        | 10ms                              | 10−4                                   | Automatizare discretă (pachete mici) |
| 83  | GBR            | 2.2        | 10ms                              | 10−4                                   | Automatizare discretă (pachete mari) |
| 84  | GBR            | 2.4        | 30ms                              | 10−5                                   | Sisteme inteligente de transport |
| 85  | GBR            | 2.1        | 5ms                               | 10−5                                   | Distribuția energiei electrice - înaltă tensiune                                                                                           |

Fiecare QCI (GBR și Non-GBR) este asociat cu un nivel de prioritate, iar nivelul de prioritate 0 (zero) este cel mai înalt. În caz de congestionare, traficul cu cel mai scăzut nivel de prioritate (cel mai mare număr de prioritate) va fi primul care va fi eliminat.
- QCI-65, QCI-66, QCI-69 și QCI-70 au fost introduse în 3GPP TS 23.203 Rel-12.
- QCI-75 și QCI-79 au fost introduse în 3GPP TS 23.203 Rel-14.
- QCI-67 a fost introdus în 3GPP TS 23.203 Rel-15.